# 能勢広
能勢 広（のせ ひろし、1969年7月7日 - ）は、日本の映画監督、カメラマンで、日本ビデオ撮影アカデミー代表。日本映画撮影監督協会正会員。
神奈川県相模原市出身。祖父は映画カメラマンの鈴木喜代治。

## 経歴
学校卒業後、1991年よりフリーランスの映画撮影助手として働く。
2001年、撮影者に昇進する。2002年、文化庁在外派遣研修としてドイツへ留学。
2010年より日本初の小型業務用ビデオカメラの取り扱いと、撮影技法を学ぶスクールとして日本ビデオ撮影アカデミーを開設、後進の育成にあたる。
博物館等の展示映像、各地のお祭りの記録映像、企業のPRビデオ、ライブ撮影等を行う傍ら、自身の企画として文化記録映画やドキュメンタリー映画の撮影と制作も行っている。

## 代表的な作品
出典は、映画.com。
- NHK ハイビジョン特集「アフリカナミビア 骸骨海岸」
- NHK 地球!ふしぎ大自然「乾燥の大地 をジャッカルが行く」
- NHK ハイビジョン特集「世界里山紀行 ポーランドの湿地と生きる」
- 映画「真艫の風」
- 映画「どこかに美しい村はないか」[6]
- 映画「僕の稲作は未来に向かって進む」

## 受賞歴
- 「ギフチョウと生きる郷」: 第43回科学技術映像祭 文部科学大臣賞/日本映画テレビ技術協会 映像技術奨励賞/キネマ旬報 文化映画部門6位/2001年度文化庁優秀映画賞
- 「流」: 第53回 科学技術映像祭 文部科学大臣賞/2012年度 日本映画テレビ技術協会 映像技術賞/キネマ旬報 文化映画部門4位
- 「生命の誕生　絶滅危惧種日本メダカの発生」 : 第56回 科学技術映像祭 研究開発・教育 部門優秀賞/2015年度文化庁映画賞 優秀記録映画賞/キネマ旬報 文化映画部門7位
- 「紅 べに」 : 第57回 科学技術映像祭 内閣総理大臣賞
- 「広島原爆 魂の撮影メモ」 : 第58回 科学技術映像祭 文部科学大臣賞/2017年度 映文連アワード 企画特別賞
- 「虫愛でる姫」 : 鶴川ショートムービーコンテスト町田市議会議長賞
- 「どこかに美しい村はないか」 :2020年 キネマ旬報 文化映画部門20位